# Abelsche partielle Summation
In der Mathematik ist die abelsche partielle Summation (nach Niels Henrik Abel), oder kurz partielle Summation, eine bestimmte Umformung einer Summe von Produkten jeweils zweier Zahlen. Trotz ihrer Einfachheit handelt es sich dabei um eine der innerhalb der Analysis bedeutendsten Techniken bezüglich des Umgangs mit Summen oder unendlichen Reihen.
Besonders im Umfeld bestimmter Funktionenreihen, wie Potenz- und Dirichlet-Reihen, ist die partielle Summation von Nutzen. Zum Beispiel gelingt mit ihr der Nachweis der Existenz einer (eindeutig bestimmten) Konvergenzabszisse zu einer Dirichlet-Reihe, falls diese irgendwo konvergiert, während dies mit Methoden wie der Dreiecksungleichung nicht möglich ist. Innerhalb der analytischen Zahlentheorie kommt sie ferner beim Umgang mit asymptotischen Ausdrücken, wie etwa äquivalenten Formulierungen des Primzahlsatzes, zum Einsatz.

## Aussage
Es seien {\displaystyle n} eine natürliche Zahl und {\displaystyle a_{1},a_{2},\ldots ,a_{n},b_{1},b_{2},\ldots ,b_{n}} reelle oder komplexe Zahlen. Dann gilt
{\displaystyle \sum _{k=1}^{n}a_{k}b_{k}=A_{n}b_{n}+\sum _{k=1}^{n-1}A_{k}(b_{k}-b_{k+1})}
mit
{\displaystyle A_{k}=a_{1}+a_{2}+\dotsb +a_{k}.}
Die Aussage besitzt eine gewisse formale Ähnlichkeit zur partiellen Integration, wenn man die Entsprechung zwischen Summen und Integralen sowie zwischen Differenzen und Ableitungen berücksichtigt. Dies motiviert die Bezeichnung.

## Abelsche Ungleichung
Ist {\displaystyle (b_{k})} eine monoton fallende Folge mit positiven Folgegliedern, d. h. gilt
{\displaystyle b_{1}\geq b_{2}\geq b_{3}\geq \dotsb \geq b_{n}>0,}
und sind die Zahlen {\displaystyle a_{k}} beliebig reell (oder komplex), so gilt
{\displaystyle {\bigg |}\sum _{k=1}^{n}a_{k}b_{k}{\bigg |}\leq b_{1}\cdot \max _{k=1,\ldots ,n}|A_{k}|.}
(Zur Notation „max“ siehe größtes und kleinstes Element.)
Diese Aussage folgt direkt durch Anwendung der Dreiecksungleichung auf die rechte Seite der oben angegebenen Gleichung für die abelsche partielle Summation.
Abel benutzte diese Ungleichung, um zu beweisen, dass eine Potenzreihe
{\displaystyle a_{0}+a_{1}x+a_{2}x^{2}+\dotsb ,}
die für eine bestimmte positive reelle Zahl {\displaystyle x=x_{0}} konvergiert, auch für jede kleinere positive Zahl {\displaystyle x<x_{0}} konvergent ist und auf {\displaystyle 0<x<x_{0}} eine stetige Funktion darstellt. Der wesentliche Schritt dabei ist die Umformung
{\displaystyle a_{m}x^{m}+a_{m+1}x^{m+1}+\dotsb ={\Big (}{\frac {x}{x_{0}}}{\Big )}^{m}\cdot a_{m}x_{0}^{m}+{\Big (}{\frac {x}{x_{0}}}{\Big )}^{m+1}\cdot a_{m+1}x_{0}^{m+1}+\dotsb ,}
und da {\displaystyle (x/x_{0})^{k}} eine monoton fallende Folge ist, kann man die Summe auf der rechten Seite nach der abelschen Ungleichung durch
{\displaystyle {\bigg |}{\frac {x}{x_{0}}}{\bigg |}^{m}\cdot \sup _{k\geq m}{\bigg |}\sum _{\nu =m}^{k}a_{\nu }x_{0}^{\nu }\,{\bigg |}}
nach oben abschätzen, und die beiden Faktoren werden für großes {\displaystyle m} beliebig klein.